# 三尾正長
三尾 正長（みお まさなが、1654年7月14日（承応3年6月1日） - 1713年11月19日（正徳3年10月2日）は、江戸時代前期の徳島藩蜂須賀家の家臣。代々家老を務めた池田家（蜂須賀山城守）の第3代。幼名は竹麿。初名は正武。通称は官兵衛。号は豁悟。別名 池田正長。
父は徳島藩家老の蜂須賀玄寅（池田玄寅）。母は近江三井寺山内円満院坊官西坊（にしのぼう）家初代胤清（たねきよ）の長女の亀（かめ）。子は徳島藩中老格の池田長亮。
妻は近江滋賀郡錦織村字御所平屋敷（信天舎・藤の堂（ふじのどう））留守居秋岡勘右衛門の妹。享保15年（1730年）12月29日に徳島屋敷で卒。法号は実相院殿雪林貞寿大姉、葬は徳島の雲水庵（廃庵）。

## 生涯
承応3年（1654年）、近江大津上大門町の西坊家屋敷で秘かに誕生する。寛文4年（1664年）、父の玄寅と対面し、三尾氏と称す。寛文6年（1666年）8月には義兄の興龍とも対面し、寛文10年（1670年）に阿波で元服した。延宝2年（1674年）10月15日、薙髪して豁悟と号す。
延宝6年（1678年）4月、義兄の興龍が家老を辞任。池田家を離籍し、公族（藩主一門）に戻る。
- 同年、興龍の嫡男の龍之が4代藩主蜂須賀綱通の養子になり、5代藩主蜂須賀綱矩となる。

元禄11年（1698年）、子の長亮が中老格となる。
赤穂事件（元禄14年3月14日 (旧暦)（1701年4月21日）発生～元禄15年12月14日 (旧暦) （1703年1月30日）討入り）の中心人物、赤穂藩浅野家家老の大石内蔵助は、正長の従姉の池田熊子（父の玄寅の兄の池田由成の娘）の子にあたり、この頃に藩が改易され浪人していた内蔵助に対し、正長は資金援助をしている。
- 内蔵助は正長に、吉良邸への討入前日12月13日付で手紙を書いている。永遠の別れを告げる「いとま乞い状」と呼ばれるものだ[1][2]。

元禄16年（1703年）に近江滋賀郡錦織村字御所平に信天舎を構え、茅堂一宇を「藤の堂（ふじのどう）」と号し隠棲する。
正徳3年（1713年）10月10日に死去。法名は信天院殿豁悟無一大居士。藤の堂に葬られ、後に大津市の新光寺へ母の亀（法号は芳林院殿眞空妙心大姉）の墓と共に改葬された。

## 系譜
池田恒利-池田信輝-池田之助-池田由之（備前岡山藩初代家老）
-池田玄寅（阿波蜂須賀藩初代家老）=池田興龍（鎮辰）=正長-長亮-長甫=長好=長旨-長教=長興=昭訓-昌豊-登藤太郎……